# Danny Ávila
Danny Ávila, né le 1er avril 1995 à Madrid, est un disc jockey et producteur espagnol de musique électronique.

## Biographie
Débutant en 2011, Danny Ávila publie ses premiers singles sur le label Big Beat Records. Il rejoindra par la suite le groupe néerlandais Spinnin' Records.
Il anime à seulement 17 ans l'Ultra Music Festival de 2013 en compagnie d'artistes de renommée internationale tels Tiësto et Hardwell, et réalisera l'hymne officiel du festival Parookaville en 2015.
Il fait son retour en septembre 2015 avec un nouveau single pour le label Spinnin' Records, Cream, réalisé avec Tujamo.

## Discographie[4]

### Singles
- 2012 : Breaking Your Fall [Big Beat Records]
- 2013 : Voltage [Spinnin Records]
- 2013 : Tronco [Musical Freedom]
- 2013 : Rasta Funk [Spinnin Records]
- 2013 : Poseidon [Musical Freedom]
- 2014 : Rock The Place (avec twoloud) [Musical Freedom]
- 2014 : BOOM! (avec Merzo) [Dim Mak Records]
- 2015 : Plastik [Playbox]
- 2015 : Close Your Eyes (Official Parookaville Festival Anthem) (avec Kaaze) [Playbox]
- 2015 : Cream (avec Tujamo) [Spinnin Records]
- 2015 : C.H.E.C.K. [Playbox]
- 2016 : High (feat. Haliene) [Ultra Records]
- 2017 : LOCO (avec Nervo feat. Reverie) [Spinnin' Records]
- 2018 : BRAH [Spinnin' Premium]
- 2018 : End of the Night [B1 Recordings]

### Remixes / Édits
- 2011: German Brigante - Tiki Taka (Dj Mind & Danny Avila Remix) [Be One Records]
- 2012: M.A.N.D.Y. & Booka Shade – "Body Language" (Danny Avila Bootleg)
- 2013: Krewella - Live for the Night (Deniz Koyu & Danny Avila Remix) [Columbia (Sony)]
- 2013: Skylar Grey – C'mon Let Me Ride (Mikael Weermets & Danny Avila's Trapstep Remix)
- 2014: Ellie Goulding - Burn (Danny Avila Bootleg)
- 2014: Unleash ft. Zak Waters (Danny Avila Remix)
- 2014: Stromae – Tous les mêmes (Lucas Divino, Andres Chevalle & Danny Avila Dirty Dutch Remix)
- 2016: MNEK & Zara Larsson - Never Forget You (Danny Avila Bootleg)
- 2017: Gavin James - I Don't Know Why (Danny Avila Remix)